# رافاييل هربرت رييس
رافاييل هربرت رييس هو مصارع هاوي دومينيكاني، ولد في 7 نوفمبر 1967 في جمهورية الدومينيكان.